# Ryan McGinley
Ryan McGinley (né le 17 octobre 1977) est un photographe américain vivant à New York.  Il a commencé la photographie en 1998. En 2003, à l'âge de 26 ans, McGinley était l'un des artistes les plus jeunes à présenter une exposition au Whitney Museum of American Art. Il a aussi été désigné Photographe de l'Année en 2003 par le magazine American Photo. En 2007, McGinley se voit décerner le Prix jeune photographe Infinity Award par le Centre international de la photographie.

## Enfance
Ryan David McGinley, né à Ramsey, dans le New Jersey, est le plus jeune d'une famille de huit enfants. Dès l'enfance ses mentors étaient des skateurs, des auteurs de graffiti, des musiciens et les artistes considérés en marge de la société. Il s'est inscrit comme étudiant en graphisme à Parsons School of Design à New York en 1995. Il s'est installé dans l'East Village en 1998 et a couvert les murs de son appartement avec des clichés Polaroïd de tout son entourage.

## Travail
En 1999, il rassemble les clichés de ses amis, petits amis, connaissances dans le livre auto-publié The Kids Are Alright en référence au groupe de rock The Who. Il s’occupe lui-même de la mise en page et de la publication de ce book de 50 de ses photographies, entièrement fait à la main.
En 2000, au 420 West Broadway à SoHo Ryan McGinley expose pour la première fois ses photographies. L’espace choisi est en cours de rénovation, il se situe non par hasard dans l’immeuble où résidaient les mythiques galeries Castelli, Sonnabend et Mary Boone.
Lors de cette exposition il vend 50 exemplaires son livre pour 20$ chaque, et décide d’envoyer les 50 exemplaires suivants aux artistes qu’il admire - comme Larry Clark, Nan Goldin, Jack Pierson et Wolfgang Tillmans - ainsi qu’a des rédacteurs en chef de magazines.
Une copie a été remise au chercheur et commissaire Sylvia Wolf, qui plus tard, en 2003, organisa l'exposition personnelle de McGinley The Kids Are Alright au Whitney Museum of American Art. À seulement 26 ans, il expose 20 clichés issus du livre lors de cette exposition.
Sa notoriété fut exacerbée par son amitié de longue date avec les artistes Dan Colen et Dash Snow.

## Musique
- The Virgins
- Sigur Rós[3] dont il signe la pochette de l'album et le clip Varúð[4].

## Collections
- Guggenheim Museum, New York;
- San Francisco Museum of Modern Art;
- Whitney Museum of American Art, New York.